# 大日本帝国

大日本帝国
大日本帝󠄁國

国歌: 君が代（事実上）

準国歌：海行かば（非公式）
1942年の大日本帝国:

-   領土のうち内地（南樺太を含む）
-   領土のうち外地（朝鮮・台湾）
-   委任統治領（南洋諸島）
-   租借地その他の占領地：関東州・満州国、傀儡政権・占領地

大日本帝国の正式領土
1910年 (明治43年) - 1945年 (昭和20年)

| 先代                                                                                         | 次代 |
| -------------------------------------------------------------------------------------------- | --- |
| 江戸幕府 蝦夷島政府 琉球王国 大韓帝国 清領台湾 台湾民主国 ロシア帝国 膠州湾 独領ニューギニア | 連合国軍占領下の日本 米国施政権下の小笠原諸島 米国による沖縄統治 米国による朝鮮統治 ソビエト民政庁 朝鮮人民共和国 中華民国 南サハリン州 太平洋諸島信託統治領 |
1. 
2. 
3. 
4. 
5. 
6. 
7. 

大日本帝国（だいにっぽんていこく、だいにほんていこく、旧字体：大日本帝󠄁國、英語: Empire of Japan）とは、大日本帝国憲法下で使用された日本の国号である。
この国号は江戸時代末期（幕末）に外交文書に使用され始め、公式には1947年（昭和22年）まで使用されていた。ただし、日本の正式な国号は過去から現在まで一貫して法的に確定しておらず、「大日本帝国」もまた法令上規定された正式な国号という位置づけではない（後述）。
大日本帝国憲法下における日本の領土は時系列的に推移し、現在の領土のほか、南樺太・千島列島・朝鮮・台湾を含み、また関東州・南洋諸島などの幾つかの租借地・委任統治領が存在した（#国土の項目を参照）。
以下は国号としての大日本帝国を解説し、また大日本帝国憲法下の日本について記述する。

## 大日本帝國という国号

### 経緯

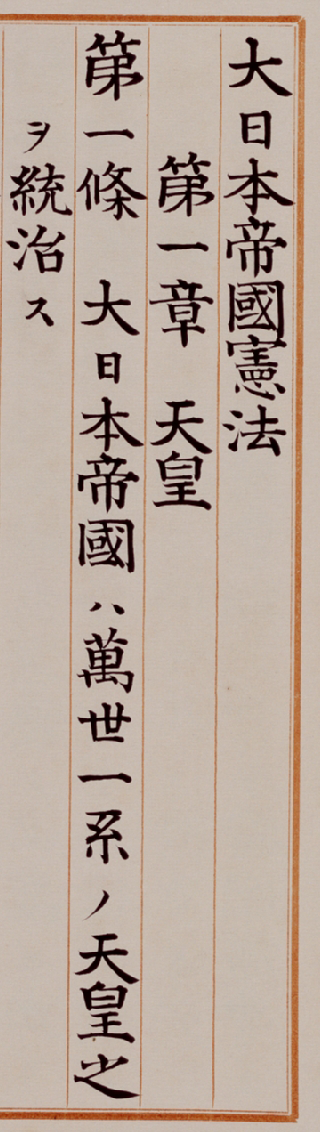
憲法原本での国名

大和王権成立後、漢字文化が取り入れられると初め中国、朝鮮側の呼称である「倭」を自国の表記として使用することが多かったが、やがて自国を「日本」、あるいは「倭」を「和」と表記することが増え、701年（大宝元年）の大宝律令では日本の国号が使用された。「倭」や「日本」に「大」を冠する慣習は古代から国内向けの美称として存在するが、対外文書においては江戸時代末期（幕末）まで見られなかった。「帝」と言う文字は説文解字に依れば「諦」と同義であり、天下の王（諦）と同義であるとある。角川新字源改訂版によれば「帝」の文字は象形であり、地上に降りた神が寄りかかるための机の形をかたどったものであり、宇宙の最高神の意を表すとする。この意味では西欧の「empire」の語源であるインペラトル（諸民族・諸軍団に対する命令権）よりも、ポンティフェクス・マクシムス（最高神祇官）のほうが語義に近い。「帝國」という文字そのものは隋代『文中子・問易』や日本書紀など古典にも散見される表現であったが、いずれも「徳をもって治める国」あるいは天皇の所在を意味する語であり、近代国家の語義としての国家の政体を表示するものではなかった。後者の語義としての「帝国」の語は江戸時代後期にオランダ語Keizerdomの翻訳のために採用された造語であり、それ以前の時代に漢語として定着した言葉ではなかった。国学系統では「皇国」という語が比較的早期から使われているものの「帝国」という語は幕末まで見られなかった。
対外的な国号に「大」を冠したり「帝國」を使用するようになったのはいずれも幕末のことであり、1854年（嘉永7年）にアメリカ合衆国と批准し、開国の皮切りとなった日米和親条約では、前文において「帝國日本」（英文では"Empire of Japan"）の国号が初めて使われた（各条文では「日本國 Japan」表記）。また、同年にイギリスと批准した日英和親条約では、条約の正式名称では「日本國（日本国大不列顛国約定）」としたが、本文の「日本大君」を英文では"His Imperial Highness the Emperor of Japan"と表記し、日本側の約文（概要）では江戸幕府を「大日本帝國政府」と表記した。
さらに、1858年7月29日（安政5年6月19日）米国と調印した日米修好通商条約では、本文に「帝國大日本」の国号が使われたほか、脇坂中務大輔は肩書きを「大日本帝國外國事務老中」とした。同様に、10月9日（安政5年9月3日）フランスと調印した日仏修好通商条約でも、本文は「日本國」だったが、間部下総守と脇坂中務大輔はやはり「大日本帝國外国事務老中」の肩書で花押を残している。万延元年遣米使節の正使新見正興、副使村垣範正、監察小栗忠順は1860年（万延元年）、日米修好通商条約を批准した安政五年条約批准条約交換証書上で、日本側を「大日本帝國 大君の全権」と記した。
このように、江戸幕府は開国後に「大日本帝國」の国号を使い始めたが、国号表記は条約によってまちまちであり「日ノ本」「日本」「日本國」「帝國日本」「帝國大日本」「日本帝國」「大日本皇御國」などの表記も使用され、一定しなかった。
明治天皇は1868年1月3日（慶応3年12月9日）、王政復古を宣言。1871年（明治4年）に鋳造された国璽には「大日本國璽」と刻まれ、1874年（明治7年）の改鋳に際しても印文は変更されず、今日に至るまで使用されている。1873年（明治6年）6月30日に在日本オランダ公使からの来翰文邦訳で「大日本帝國天皇陛下ニ祝辞ヲ陳述ス（大日本帝国天皇陛下に祝辞を陳述す）」と記述され、1889年（明治22年）2月11日には大日本帝国憲法（明治憲法、帝国憲法）が発布され、1890年（明治23年）11月29日、この憲法が施行されるにあたり大日本帝國という国号を称した。初め伊藤博文が明治天皇に提出した憲法案では日本帝國であったが、憲法案を審議する枢密院会議の席上、寺島宗則副議長が、皇室典範案に大日本とあるので文体を統一するために憲法も大日本に改めることを提案。これに対して憲法起草者の井上毅書記官長は、国名に大の字を冠するのは自ら尊大にする嫌いがあり、内外に発表する憲法に大の字を書くべきでないとして反対した。結局、枢密院議長であった伊藤博文の裁定により「大日本帝國」に決められた。しかし憲法18条以下に見られるように（「日本」臣民の権利義務）この呼称が国号として唯一のものとして明確に確定したわけではなかった。
大日本という表記は「オオヤマト」としては古来から用いられており、明治時代に国名として初めて使用されたという訳ではない。一方「帝國」は隋代の『文中子・問易』を初出とし「徳を以て治める国」とされた。『日本書紀』にも「帝國」に「みかど」の訓を当てた用例があるが、天皇の所在を意味する用語であり、今日の「帝国」とは必ずしも一致しなかった。一方で、天皇が統治する国という意味で「皇国」「スメラミクニ」（皇御国）が使われていた。これらは政治や思想、主義、規模等に基づく「Empire」（帝国）とは本来一線を画していたが、幕末以降に欧米列強の影響を受け、日本側も"Empire"の訳語としての「帝国」を意識するようになった。
帝国憲法の半公式の英訳（伊東巳代治訳）では「Empire of Japan」と訳され「大」の意味合いはなかった。当時は国名へのこだわりがなく、帝国憲法と同時に制定された皇室典範では日本帝國、大日本國と表記し、外交文書では日本、日本國とも称しており、国内向けの公文書でも同様であった。その後、世界情勢の悪化などにより国名への面子に対するこだわりが表面化した1935年（昭和10年）7月、外務省は外交文書上「大日本帝國」に表記を統一することを決定した。国号を参照。
第二次世界大戦後、日本政府が1946年2月8日に連合国軍最高司令官総司令部 (GHQ/SCAP) に提出した憲法改正要綱では国名について「大日本帝國」と記載していたが、2月13日、GHQ/SCAP民政局長のコートニー・ホイットニーにより憲法改正要綱の不受理通知とGHQ/SCAP草案が吉田茂外務大臣及び松本烝治国務大臣らに手交され、その草案の仮訳以降は国名は日本国と記載されるようになり、のち国号に関して1946年7月23日時点における第1次吉田内閣の公式見解として「従来現行憲法（当時は大日本帝国憲法下）においても特に我が国の国号を一定する意味で「大日本帝国」という名称が用いられたものとは考えていない」ものとされた。
その後1947年（昭和22年）5月3日に施行された日本国憲法により日本は憲法上「日本国」の名称を用いることとなるが、現在においてなお日本の正式な名称を規定する法令等は存在せず、国号の呼称については慣習によるものとされている。

### 通称

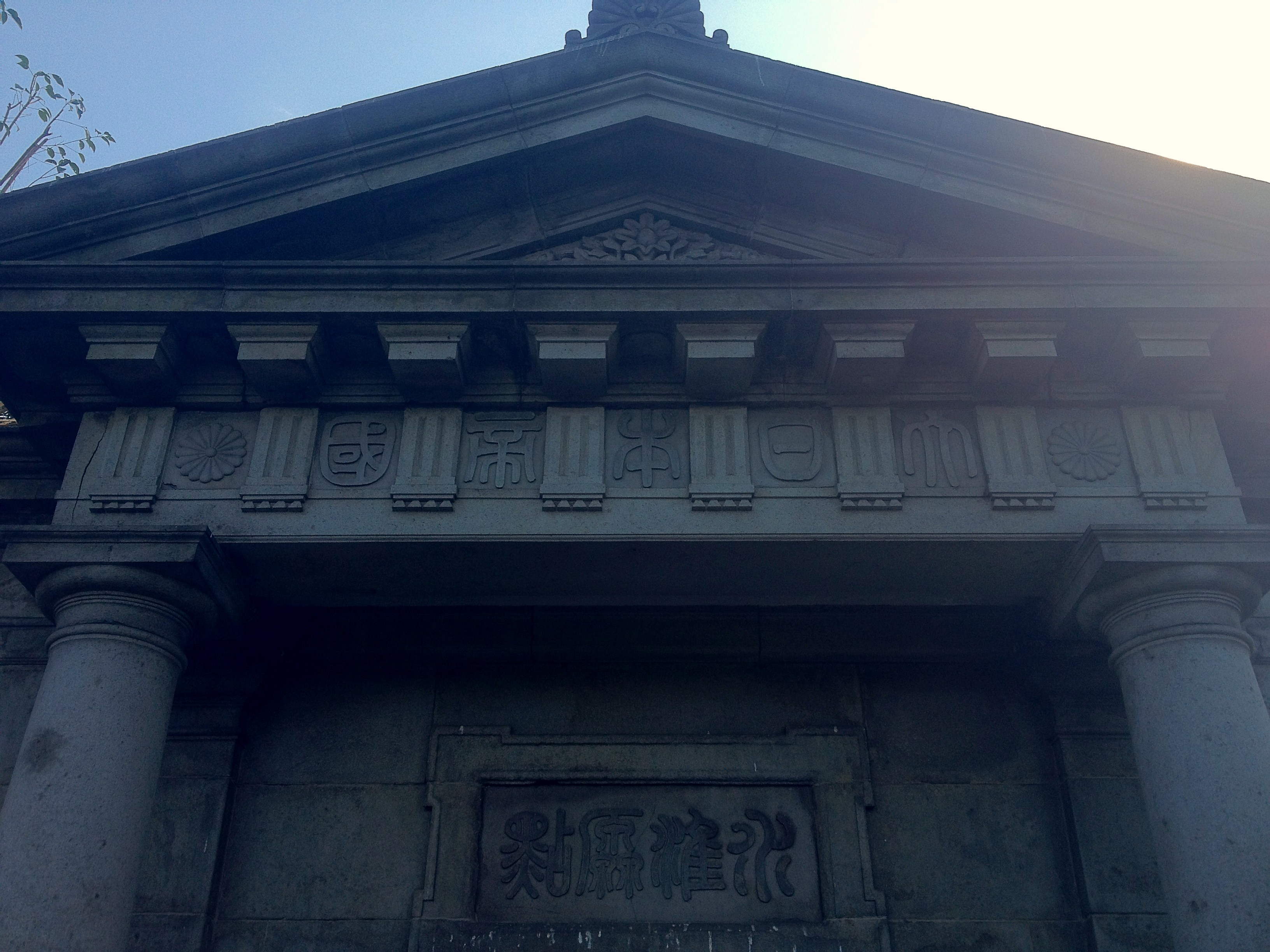
日本水準原点標庫上部エンタブラチュアのフリーズ部分に菊紋と共に右から「大日本帝國」と刻まれている。

通称では帝国と呼び、また皇国とも称した。日本海海戦での「皇國ノ興廢此ノ一戰ニ在リ（皇国の興廃この一戦に在り）」が有名。日本や日本国は通称としてだけでなく公文書にも使用された。
現在「帝国」の文字が公的機関に記されているのは東京都千代田区に所在する日本水準原点標庫のみである。民間では帝国データバンク、帝国劇場（通称「帝劇」）、帝国ホテル、帝国書院などがある。
2004年（平成16年）に東京地下鉄（東京メトロ）が運営を引き継いだかつての営団地下鉄も、運営者の正式名称は「帝都」（帝国の首都の意）を冠した帝都高速度交通営団であり、京王電鉄も社名変更前は「京王帝都電鉄」（大東急解体の際に旧京王電気軌道と旧小田急電鉄帝都線（帝都電鉄）だった路線を引き継ぎ設立したことによる名称）であった。他業界ではテイケイが「帝国警備保障」、帝人が「帝国人造絹糸」、テイボーが「帝国制帽」、合併前の国際石油開発帝石が「帝国石油」、日本エア・リキードが「帝国酸素」などと、それぞれ「帝国」を冠していた。
東京大学、京都大学などの帝国大学令に基づいて設立された大学は、現在においても旧帝大と呼ばれる。また、同様に「大日本」の文字が使用されている企業もある（例：大日本印刷、大日本除虫菊）。

### 通史
歴史学においては時代区分それ自体が議論の対象であり、「大日本帝国」と公称された時代をひとまとめの時代として記述する論文も少なからず存在するものの、通例この時代を近世・近代として記述するのが一般的である。この項目で記述されるべき内容は膨大であり、別の記事（日本近代史、あるいは幕末、明治、大正、昭和など）を参照されたい。

## 国土
大日本帝国憲法下の日本の国土は、完全な領有権を有する領土のほか、領土に準じる区域として、他国から借り受けた租借地、国際連盟に統治を委任された委任統治区域があった。この他、行政権及び自国民への裁判権を有する一部統治区域があった。

### 首都
明治憲法下においては、關東大震災直後ノ詔書（大正12年9月12日詔書）で「東京ハ帝國ノ首都」とされている。東京は大日本帝国の首都として帝都と称され、宮城（きゅうじょう、皇居）が所在し、内閣、各省、枢密院、大審院が位置し、帝国議会が開かれ、戦時には大本営が置かれた。
その一方、元来からの「みやこ」は、維新初期の政情を背景に天皇の東行を東京奠都とされた経緯から、京都は都としての地位が継続し、高御座は京都御所に安置され即位の礼や大嘗祭が行われていた。この「みやこ」の地位の議論を背景に言語学者や百科事典編纂者らは慎重に「帝都」「首府」と表現し首都の用語の採用を回避したが、議会を始め一般には首都の語は流通していた。もっとも現代のように「一国の首府」としての首都の意味として確定していたわけではなく地方の中核都市としての首都・主都の用法も一般的であった。
日清戦争中には天皇の行幸にともない広島には行在所や大本営が置かれ、ここで帝国議会が開かれたため、臨時の首都を務めたとも言える。また太平洋戦争（大東亜戦争）で本土決戦になる場合を想定し、天皇と大本営を長野県松代町の地下壕（松代大本営）に移す計画があり実際に部分的な準備も行われたが、当初は天皇自身が反対したこともあり、また本土決戦が行われることなく終戦したため実現しなかった。

### 領土

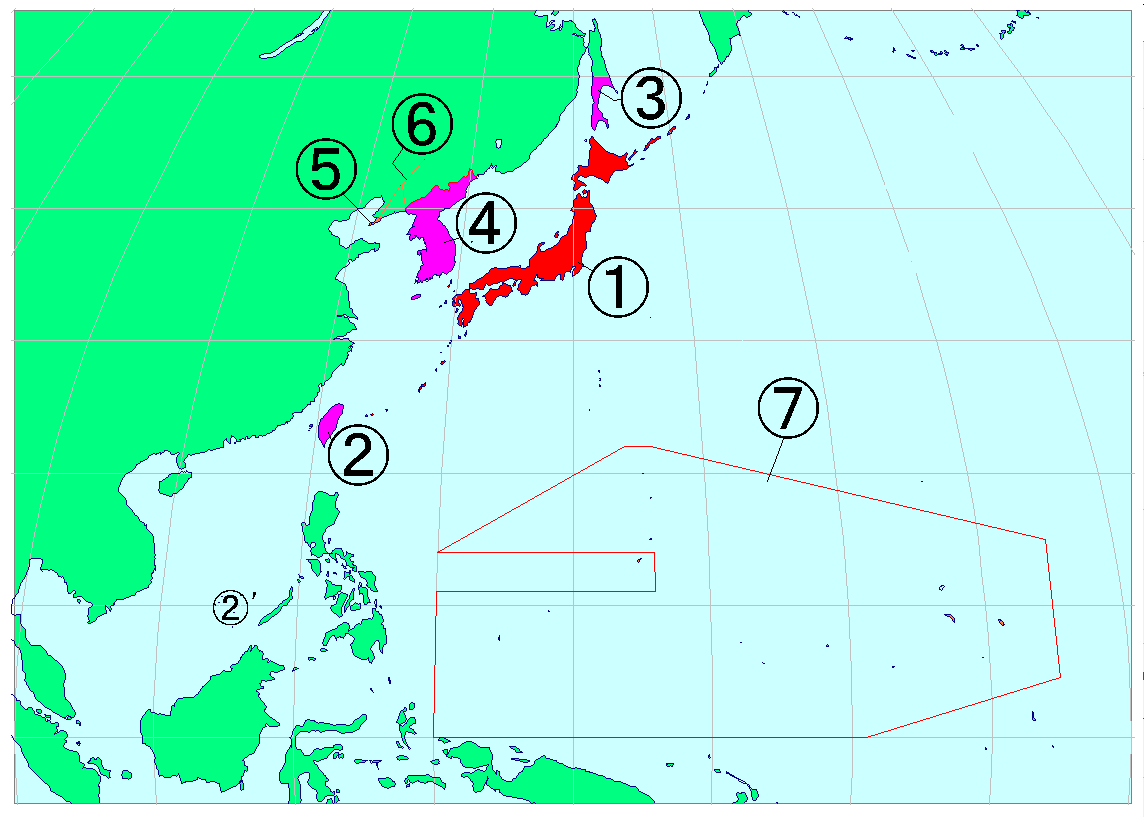
大日本帝国の国土（昭和期）1.内地 2.台湾 2'.新南群島 3.樺太 4.朝鮮（以上領土）5.関東州 6.満鉄附属地 7.南洋群島

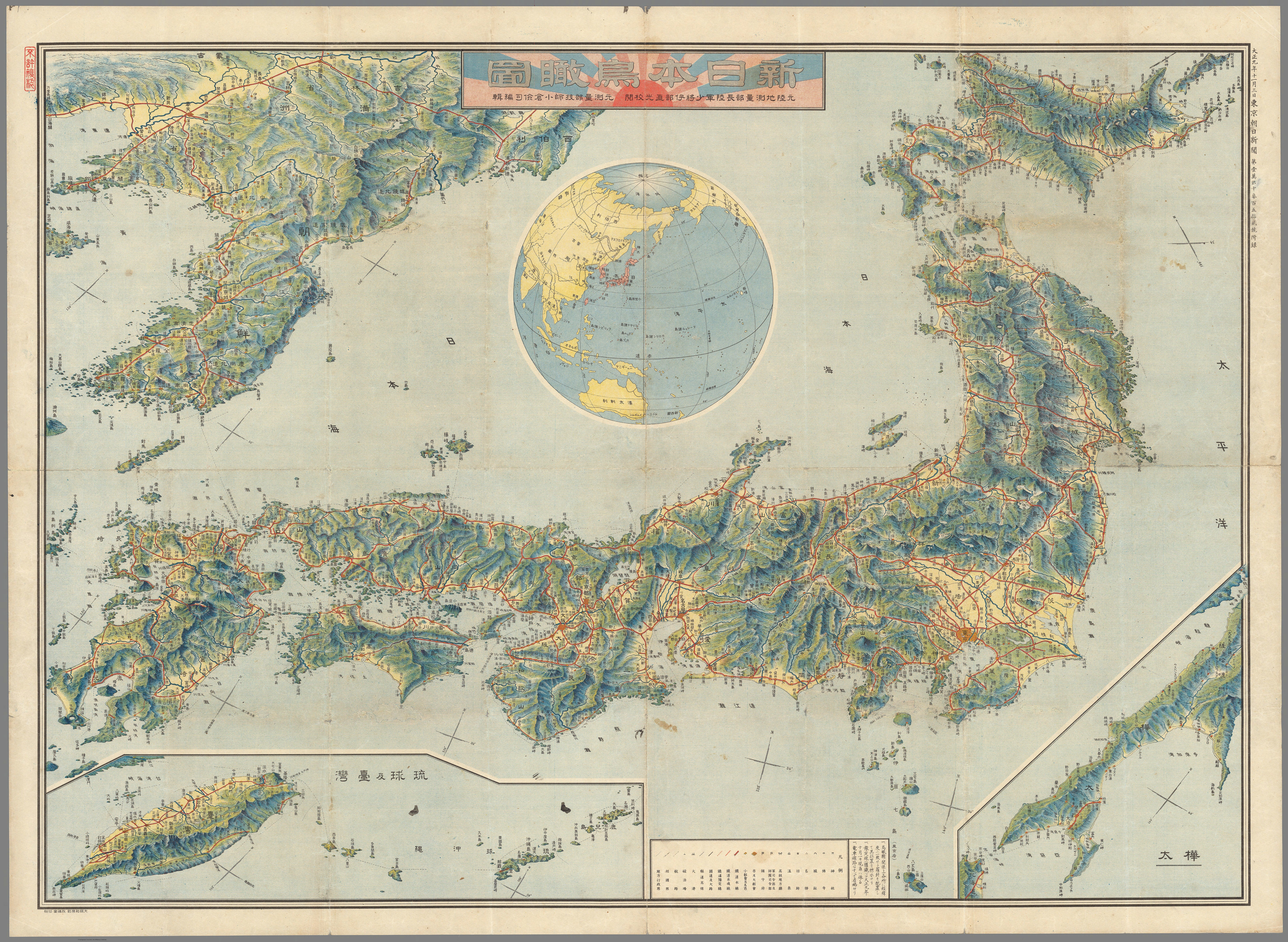
大日本帝国の地形図（1918年11月）

大日本帝国憲法（明治憲法）の形質の観点では、明治憲法には領土規定がなく、ヘルマン・ロエスレルの案の段階で領土は自明のものであり、また国体に関わり議院に属していないものだとして領土規定が立ち消えたのであるが、実際にはロエスエルの認識とは異なり日本の領土は北（樺太・北海道）も南（琉球）も対外政策は不安定な中にあった。明治政府にとって好都合であったことは確かで、露骨なものとしては「我カ憲法ハ領土ニ就イテ規定スル所ナシ、諸國憲法ノ或ハ領土ヲ列擧スルト甚タ異レリ、サレハ我ニ在リテハ、領土ノ獲得ハ憲法改正ノ手續ヲ要セス」（上杉慎吉「新稿・憲法述義」1924年P.143）と解されていた。
比較法学の観点では、当時の国法学の観点では「国土」という確定された領域は国土学によって理論的に整除され、その結果を憲法に記述することが慣行となっていた。1831年のベルギー憲法、1848年プロイセン憲法、1871年ドイツ帝国憲法のように第一条に国土条項を記述するのが通例で、領土条項を欠いた憲法はなんらかの事情があり、その点で大日本帝国憲法は異例であった。石村修はこの点について江戸時代における長期の鎖国体制や地政学的特性に着目する。西欧型の植民地経営の特徴は、自国の法がおよぶ範囲を限定し殖民会社に軍備・司法・行政・外交の特権を付与することで、国家も直接植民地支配の煩わしさから解放されることになり、そこでは軍事警察力による暴力的な支配権力が不可欠であり、法的には内地と区分された（外地）という枠組みが形成されるにいたった。19世紀のヨーロッパは国家主権が欠落した空間に宗主国の主権が及ぶことを想定しながら、直接的な責任逃れの法理が適用されることを期待して「外地」（overseas territories）という領土を作り出したとする。
領土は完全な領有権を有する区域であり、内地、樺太（後に内地に編入）、台湾、朝鮮からなる。このほか一時遼東半島を領土としたことがあった。各領土の来歴は下記の通り。領土面積は最大675,000km2。各領土の概要は下記の通り。
内地
日本列島及び周辺の島嶼からなり、現在の日本国の領土とほぼ一致する。内地の来歴は以下の通り。
- 本州・九州・四国：日本の古来からの領土（東北地方は平安時代以降）。『古事記』は淡路、対馬、壱岐、隠岐、佐渡と合わせて大八島と呼ぶ。
- 北海道：中世以来徐々に統治権を及ぼす（参照：蝦夷管領、場所請負制、和人地）。1855年の日本国魯西亜国通好条約（安政元年12月21日締結）により択捉島と得撫島の間に国境を確定。
- 沖縄：日清両属の琉球王国だったが、1872年、第一次琉球処分により琉球藩を設置して琉球国王を藩王とし（明治5年（1872年）9月14日詔勅）、領土であることを確認（公文録明治5年外務省付録）。1879年、廃藩置県を行い琉球藩並びに王統が廃され施政下に入る。
- 千島：1875年千島樺太交換条約（明治8年太政官布告第164号）により得撫島以北の18島を領土に加える。
- 小笠原：1876年、官吏を派遣し実効統治する旨を各国に通知し、領土として確定（明治9年10月17日小笠原島ニ関スル在本邦各国使臣宛文書）。

この他以下の島々を内地に編入した。
- 北大東島・南大東島：1885年調査隊を派遣し国標を建設。同年沖縄県編入（公文録明治18年内務省ノ部）。
- 硫黄島・北硫黄島・南硫黄島：1891年小笠原島庁の所轄とする（明治24年勅令第190号）。
- 南鳥島：1898年小笠原島庁の所管とする（明治31年（1898年）東京府告示第58号）。
- 魚釣島・久場島：1895年沖縄県の所管とし標杭建設を決定（明治28年内甲第2号閣議決定）。現在は尖閣諸島と呼ばれる。
- 沖大東島：1900年沖縄県に編入（明治33年沖縄県告示第95号）。
- 竹島：1905年島根県に編入（明治38年島根県告示第40号）。
- 中ノ鳥島：1908年小笠原島庁の所管とする（明治41年東京府告示第141号）。その後再発見できず、1946年水路図誌から削除。
- 沖ノ鳥島：1931年東京府小笠原支庁の管轄とする（昭和6年内務省告示第163号）。

樺太
日持が訪れる等、古くは鎌倉時代から日本との関わり（参照：蝦夷管領安東氏）があり、江戸時代は松前藩の陣屋やアイヌなどとの交易場所（参照：場所請負制#運上屋）なども設けられていたが、幕末の混乱期に樺太島仮規則などの不平等条約でロシアとの雑居地とされた後、1875年、千島樺太交換条約によりロシアに譲渡。1905年、日露戦争（樺太作戦）で占領し、同年のポーツマス条約（日露講和条約、明治38年勅令号外）により北緯50度以南を割譲させ回復。1943年内地に編入した（昭和18年法律第85号）。樺太庁を参照。

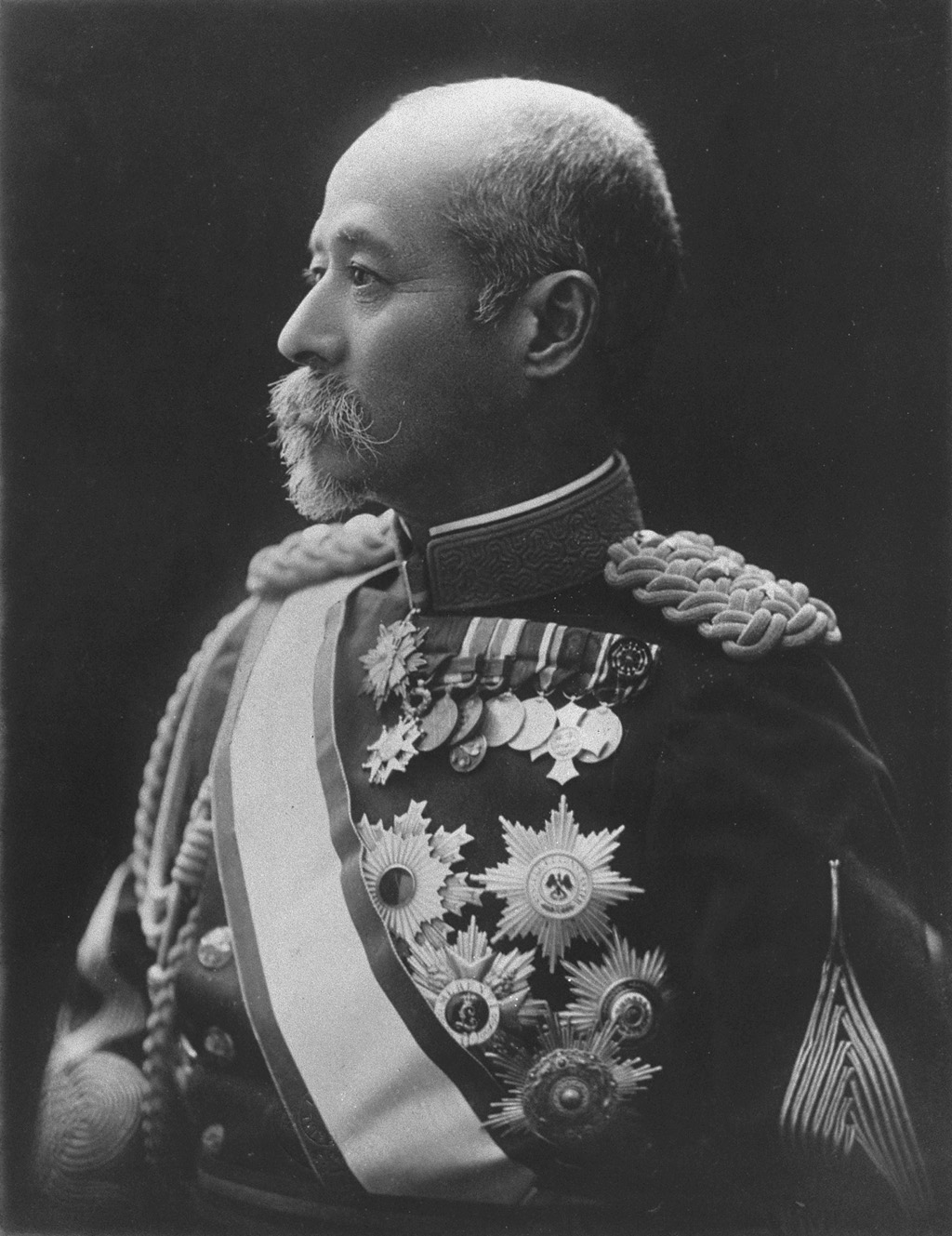
第四代台湾総督児玉源太郎

台湾
台湾本島と澎湖島を日清戦争で占領し、1895年、下関条約（日清講和条約、明治28年勅令号外）により、清国に割譲させて獲得。1938年、新南群島(現在の南沙諸島)を台湾高雄市に編入した（昭和14年台湾総督府令第31号、台湾総督府告示第122号）。日本統治時代の台湾の項を参照。
遼東半島（奉天半島）
日清戦争で占領し、1895年、下関条約により清国に割譲させて獲得したが、三国干渉を受けて、同年中の奉天半島還付ニ関スル条約（明治28年勅令号外）により返還した。この間、ごく短期ではあるが、領土であった。日露戦争後のポーツマス条約により半島の権益がロシアより譲渡されたが、これは領土割譲ではなく満洲善後条約を通じて清国から租借したものであった。
朝鮮
1910年、韓国併合ニ関スル条約（明治43年条約第3号）により領土に加え、韓國ノ國號ヲ改メ朝鮮ト稱スルノ件（明治43年勅令第318号）により朝鮮に改称した。日本統治時代の朝鮮の項を参照。

### 租借地
租借地は領土とは異なり、潜在主権を租貸国が有し、租借期限があり、また在来の住民に日本国籍が与えられない。中国から関東州と一時膠州（青島）を租借した。
関東州
遼東半島先端の大連・旅順近辺。ロシアの租借地だったが、日露戦争で占領。1905年、ポーツマス条約により清国の承諾を条件に租借権を譲り受け、日清間滿洲ニ關スル條約（明治39年勅令号外）により清国の承諾を得て租借した。租借期限は1923年までだったが、1915年に中華民国との南滿洲及東部内蒙古ニ關スル條約（大正4年条約第3号）により1997年まで延長された。1932年の満洲国の成立に伴い、満洲国の一部を租借する形式に改定した（ポツダム宣言受諾により1945年に失効）。
膠州
山東半島南岸の青島近辺。ドイツ帝国の租借地だったが、第一次世界大戦で占領。1920年同盟及聯合國ト獨逸國トノ平和條約（大正8年条約第1号）により租借地とするが、2年後の山東懸案解決ニ關スル條約（大正11年条約第3号）により中華民国に返還。

### 委任統治区域
南洋群島
西太平洋赤道以北の広い範囲に散在する島々。ドイツ領であったが、第一次世界大戦で占領、1920年同盟及聯合國ト獨逸國トノ平和條約（大正8年条約第1号）により、国際連盟の委任に基づき統治する委任統治区域とした。日本が国際連盟を脱退すると、連盟との関係における委任統治の根拠は薄くなったが、1933年3月16日「帝国の国際連盟脱退後の南洋委任統治の帰趨に関する帝国政府の方針決定の件」を閣議決定し、委任統治はヴェルサイユ条約での批准事項であることを盾に引き続き委任統治を行った。なお国際連盟への統治に関する年次報告は1938年まで行っている。

### 一部統治区域

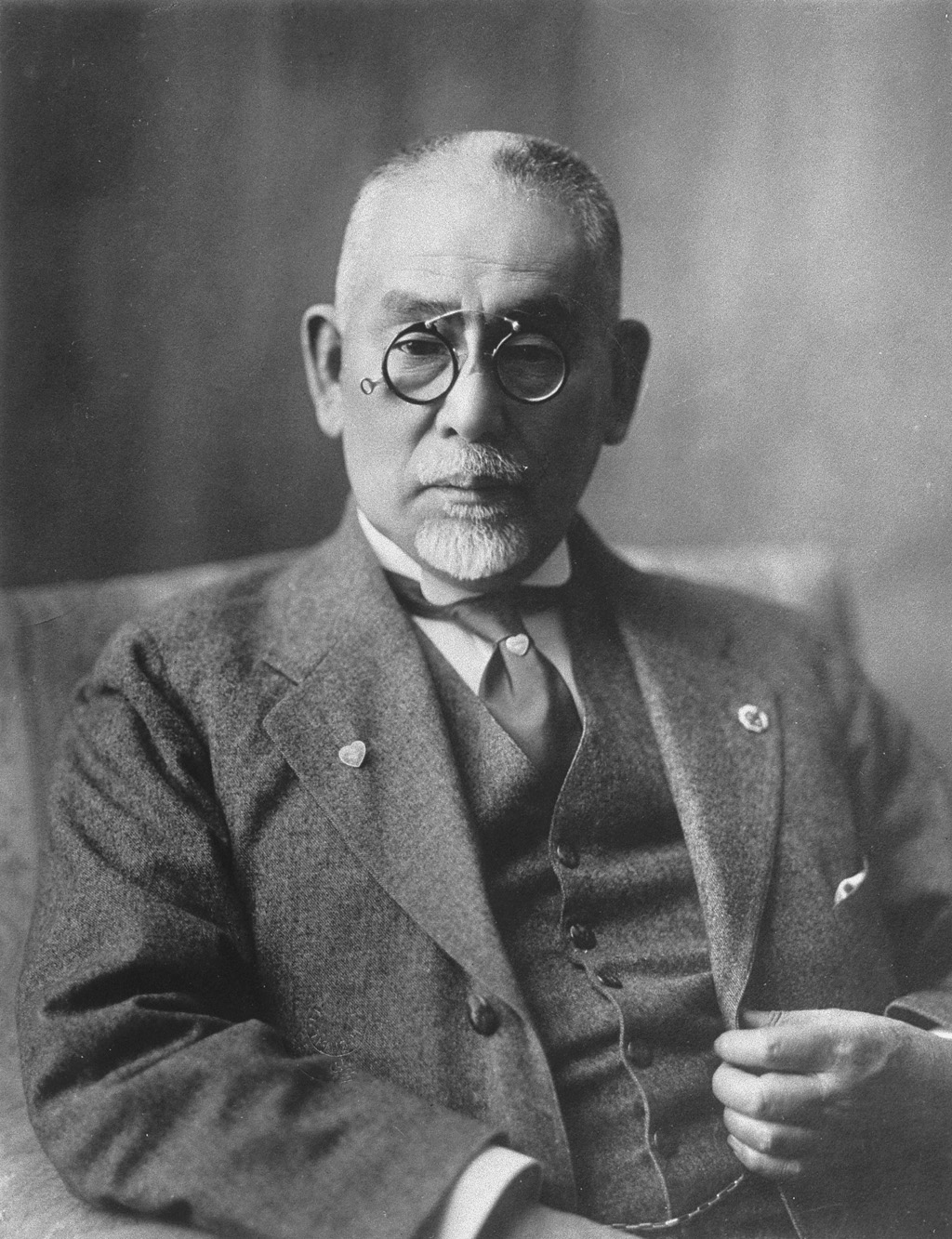
南満洲鉄道初代総裁後藤新平

南満洲鉄道附属地（満鉄附属地）
南満洲鉄道（満鉄）の線路両側数十メートル程度の地帯、及び駅周辺の市街地や鉱山等からなる。満鉄に関するロシアの権利を1905年のポーツマス条約で譲り受けた際に、その一部として鉄道附属地における行政権を獲得した。行政権の他、治外法権に基づき日本人に関する裁判権も有した。1937年、行政権を満洲国に移譲すると共に、治外法権を撤廃した（昭和12年条約第15号）。
租界
専管租界を1897年杭州と蘇州に、1898年天津と漢口に、1901年重慶に、それぞれ開設した。また、上海の共同租界に参加していた。北京には正式な租界ではないが、事実上の共同租界として機能した公使館区域があった。このほか沙市、福州、厦門に租界を設置する権限があったが設置しなかった。租界では行政権を行使するほか、治外法権に基づき日本人に関する裁判権も有した。1943年、中華民国（汪兆銘政権）に対し租界を還付し治外法権を撤廃した（昭和18年条約第1号、同第2号）。

## 住民

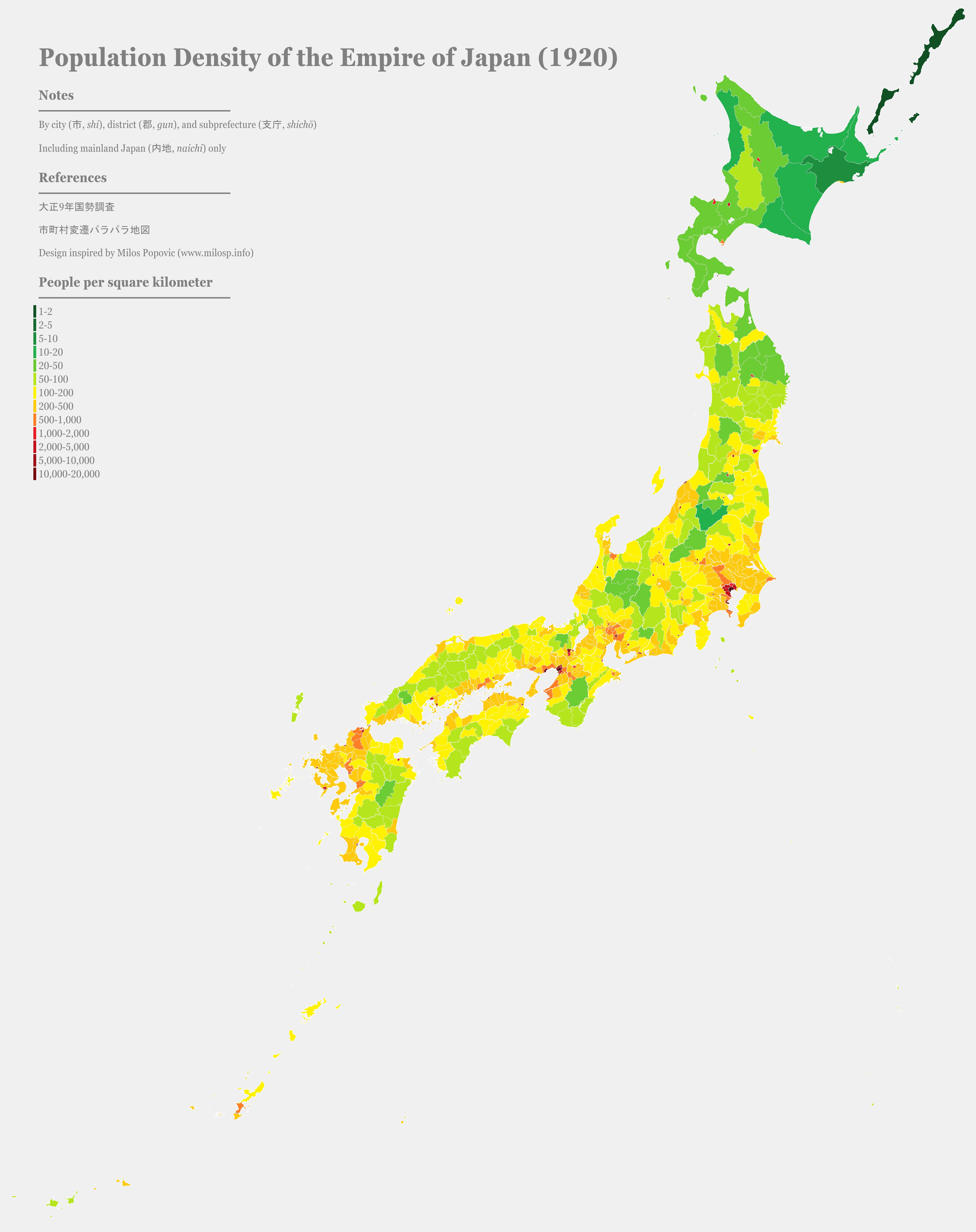
大日本帝国の人口密度(大正9)。

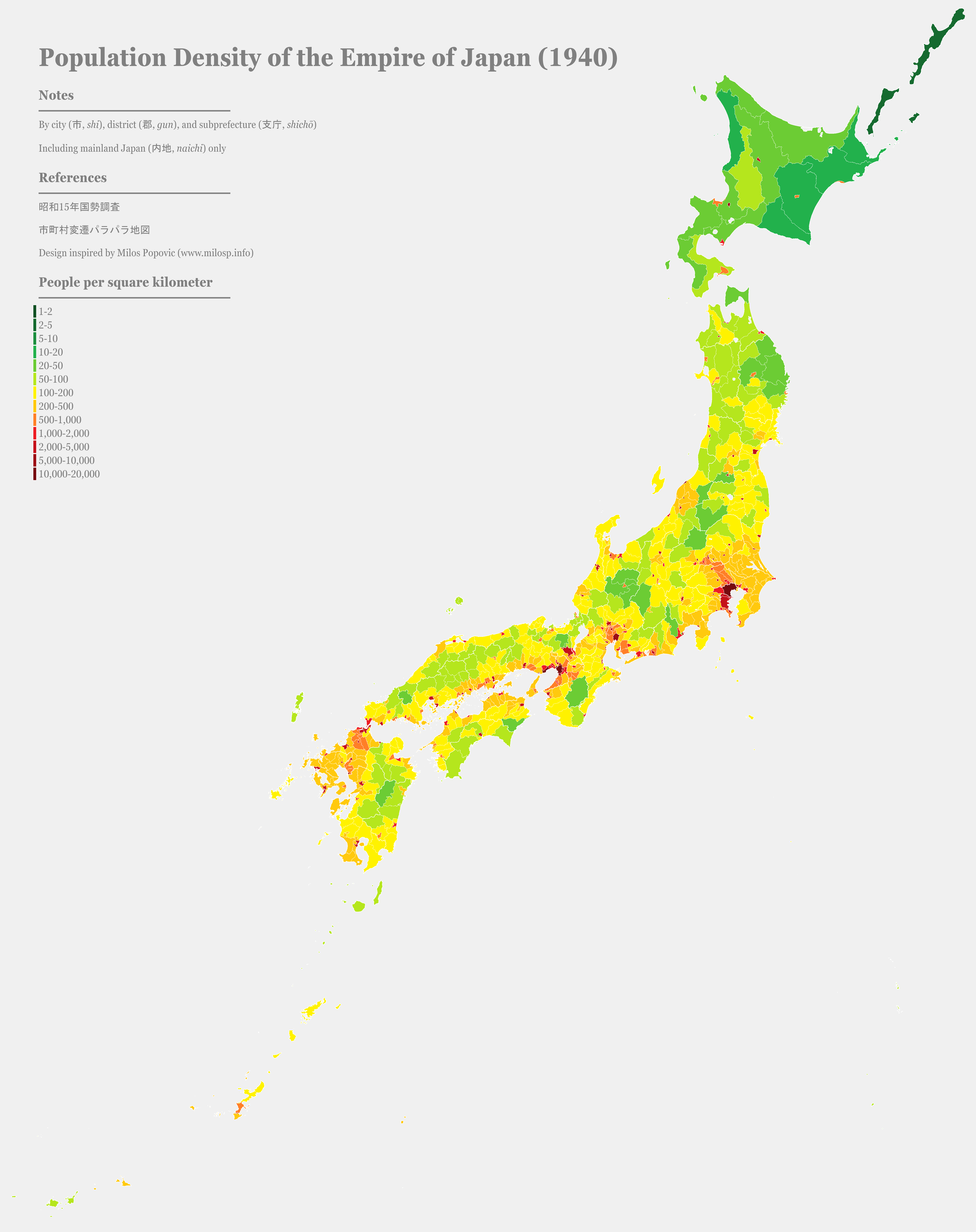
大日本帝国の人口密度(昭和15)。

大日本帝国憲法下の日本で大日本帝国の国籍を有する者を日本人、日本国民、日本臣民といった。大日本帝国憲法では日本臣民の名称が使用されている。国籍の要件は国籍法（明治32年法律第66号）で規定された。下のいずれに属するかによって法制度上異なる取り扱いを受けることがあった。

### 国民
内地人
内地人とは戸籍法（明治31年法律第12号）の適用を受ける国民である。現在の日本国民にほぼ相当する。内地人には華族、士族、平民の別があり、華族は貴族院議員たる資格を有するなど特殊な地位にあったが、士族と平民の間に差異はなく、法的にも1914年（大正3年）に族籍記載が撤廃された。1947年の戸籍法改正により、これらの別は完全に消滅した。
樺太人
樺太人は樺太の在来住民であり、樺太ニ施行スヘキ法令ニ關スル件（明治40年法律第25号）などの法令では土人と呼ばれた。また樺太土人ともいう。樺太人は日本国籍を有しなかったという説（百瀬後掲書）もあるが、当時の憲法学書では日本国籍を有するものとしていた（美濃部後掲書）。樺太人のうち8割近くが樺太アイヌであり、他にニヴフ、ウィルタ（当時の通称はオロッコ族）などがいた。1932年、樺太アイヌが内地人になり（昭和7年勅令第373号）、他は1943年の樺太の内地編入（昭和18年法律第85号）の際に内地人になった。
台湾人
台湾人は台湾の在来住民である。本島人ともいう。1895年台湾割譲の際に大日本帝国国民になった。戸籍法の適用を受けず、民籍という籍を有した。本島人のうち9割が漢民族、1割が高砂族である。行政上は日本国との平和条約の発効により日本国籍を喪失したものとして扱われたが、判例上は日本国と中華民国との間の平和条約の発効により日本国籍を喪失したとされている（平和条約国籍離脱者）。
朝鮮人
朝鮮人は朝鮮の在来住民である。1910年の韓国併合の際に大日本帝国国民になった。戸籍法の適用を受けず、民籍という籍を有した。朝鮮人のうち旧大韓帝国の皇族は王公族、一部の両班や韓国併合に功績のあった者は朝鮮貴族に封じられた。これらの人々は1947年、外国人登録令により、外国人扱いの朝鮮籍に組み込まれ、1952年、日本国との平和条約の発効により日本国籍（旧大日本帝国籍）を喪失した（平和条約国籍離脱者）。
法令等では、台湾戸籍令（1905年）、民籍法（1909年、大韓帝国）のち朝鮮戸籍令（1923年）などにもとづく台湾戸籍や朝鮮戸籍に所属する「帝国臣民」であり、内地人を「戶籍法ノ適用ヲ受クル者」と称したのに対して、内地人以外の日本国民を総称して「戶籍法ノ適用ヲ受ケザル者」などと言った（例: 兵役法23条、同52条）。なお、公式文書でも、「内地人」、「台湾人」、「朝鮮人」などと表記された。

### 国民以外
正式な領土とされなかった統治区域の在来住民は、日本国籍が与えられず、国民として扱われなかった。
国際連盟からの委任統治区域であった南洋群島の在来住民を島民といった。島民は国籍がなかった。島民の大部分はカナカ族であり、他にチャモロ族がいた。
租借地である関東州や満鉄附属地の在来住民は当初清国籍、後に中華民国籍を経て、1932年に満洲国が建国された後には暫行民籍法（1940年、満洲国籍に準じるもの）が導入された。内国や台湾・朝鮮からの移住者は内国戸籍や台湾・朝鮮の民籍と二重登録されるなどした。租界の在来住民は清国籍・中華民国籍とみなされた。これらの大部分は漢民族である。

## 統治機構

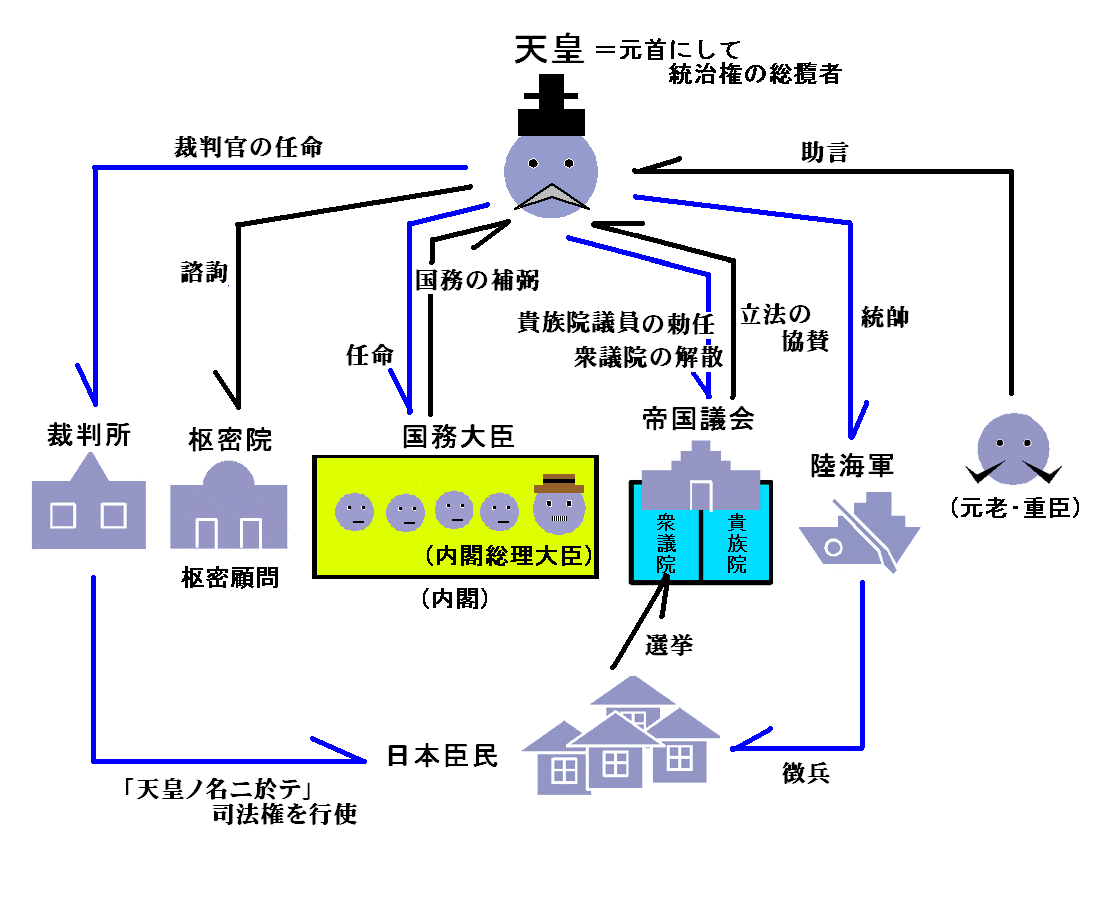
明治憲法下の統治機構

明治の日本の統治機構は太政官制から内閣制、1890年の大日本帝国憲法（以下、明治憲法）施行による立憲君主国家へと推移した。明治憲法上は国家元首である天皇が統治権全体を掌握する建前であったが（憲法第4条）、実質上は国家の各機関が権限を分掌していた。これは「統治構造の割拠性」といわれる。「明治憲法体制下においては、天皇は、親政をとらず、内閣等の輔弼に従って名目的な統括者として権力を行使する存在であった」「各輔弼機関は分立的・割拠的であったため、その調整は事実上、元老に委ねられていたが、元老の消滅に伴い、実質的な統治の中心が不在となってしまった」「戦前の統治構造における割拠性については改めて言及するまでもなかろう。明治22年の内閣官制、非連帯責任制の採用、統帥権の独立、枢密院・貴族院の存在等々、幾多の障壁が内閣の一体性の確保を阻害していた」のである。

### 内閣と宮中
統治権に関する天皇の権限は国務大臣の輔弼（補佐）に基づいて行使された（憲法第55条）。内閣は国務大臣で組織され（内閣官制第1条）、帝国憲法上天皇大権とされた権限は原則として内閣の決定に基づいて行われた。
内閣総理大臣は国務大臣の首班であり、重要決定事項を天皇に報告し、その了解に基づいて行政を統制した（内閣官制第2条）。内閣総理大臣の選任方法については、明文の規定はなく、元老（のち重臣）と呼ばれる有力者たちが内閣総理大臣を選んだ。現行法のように国会議員である必要はなく、元老や軍人などからも任意に任命された。内閣総理大臣は帝国憲法上の地位がなく政治上の地位が極めて不安定であったとの論がしばしば提起されるが内閣官制や公文式･公式令の規定により相当の権限が確保されており、大臣の罷免はあらたな内閣の組閣として実質的に可能であり、閣内不一致による内閣総辞職は法令上の義務ではなく、あくまで議会政治において事後的に成立した慣例であった。
天皇の実際の役割は、内閣の決定に従ってこれに形式的な裁可を与えて国家意思を確定することであった（機務六条）。ただし、天皇は単なる傀儡ではなく、当時のイギリス国王など他の立憲君主と同様、政治上の決定に関与していた（伊藤之雄）。天皇の側近には、侍従長や内大臣などがおり、特に内大臣は昭和期に天皇の政治秘書として活動した。その他、皇室の事務については宮内大臣が輔弼した。なお、内大臣と宮内大臣は国務大臣ではなく内閣に関与しない。
天皇は帝国憲法に定める通り立憲主義を重んじ、国政に直接関与し、自身の意志のみによってこれを左右することを許さなかった。

### 帝国議会と枢密院
立法権は、天皇が帝国議会の協賛（同意）に基づいて行った（憲法第5条）。帝国議会は貴族院・衆議院の二院制であり、貴族院は皇族華族と勅任議員（元官僚など）で組織され、衆議院は公選された議員から組織された（憲法第33条、第34条、第35条）。
帝国議会は法律の制定について協賛（同意）する権限を持った（憲法第37条）。国民の権利・義務に関わる事項は原則として法律によらなければ（すなわち帝国議会の同意がなければ）侵害されなかった（憲法第2章）。また、帝国議会は毎年の予算に対しても協賛権を持った（憲法第64条）。予算が不成立の場合は前年度の予算が施行されるが（憲法第71条）、前年度予算では行政が成り立たないため、帝国議会の予算審議が内閣の死命を制することとなり、これにより政党内閣への道が開かれた。ただし、他の立憲諸国と比較すれば、以下の点で議会の権限は弱かった。
- 政府は法律の定めのない事項につき独立命令により法規を定める権限を有した（憲法第9条）。
- 国際条約の締結に関して帝国議会の協賛は不要であった（憲法第12条）。
- 教育関係の規定は、国民の権利義務に関わる事項であっても、法律ではなく勅令で定められる慣習があり、帝国議会の協賛は不要であった。
- 皇室典範改正については帝国議会の協賛は不要であった（憲法第74条）。
- 憲法改正については帝国議会に発案権がなかった（憲法第73条）。

もっとも、これらの事項に関しても政府が自由に裁量できるものではなく、帝国議会の代わりに枢密院の審議を経る必要があった。枢密院は天皇の諮詢（相談）を受けて重要な国務を審議する機関にすぎないが（憲法第56条）、これらの事項に関して事実上の拒否権を有した。枢密院は行政への関与を禁じられたが（枢密院官制第8条）、しばしば政府に干渉した。

### 裁判所
司法権は天皇の委任により裁判所が行った（憲法第57条）。民事刑事の裁判については、大審院を頂点とする通常裁判所が裁判したが（裁判所構成法）、欧州大陸型の司法制度に倣って、行政訴訟は特別の行政裁判所が扱った（憲法第61条、行政裁判法）。

### 陸海軍

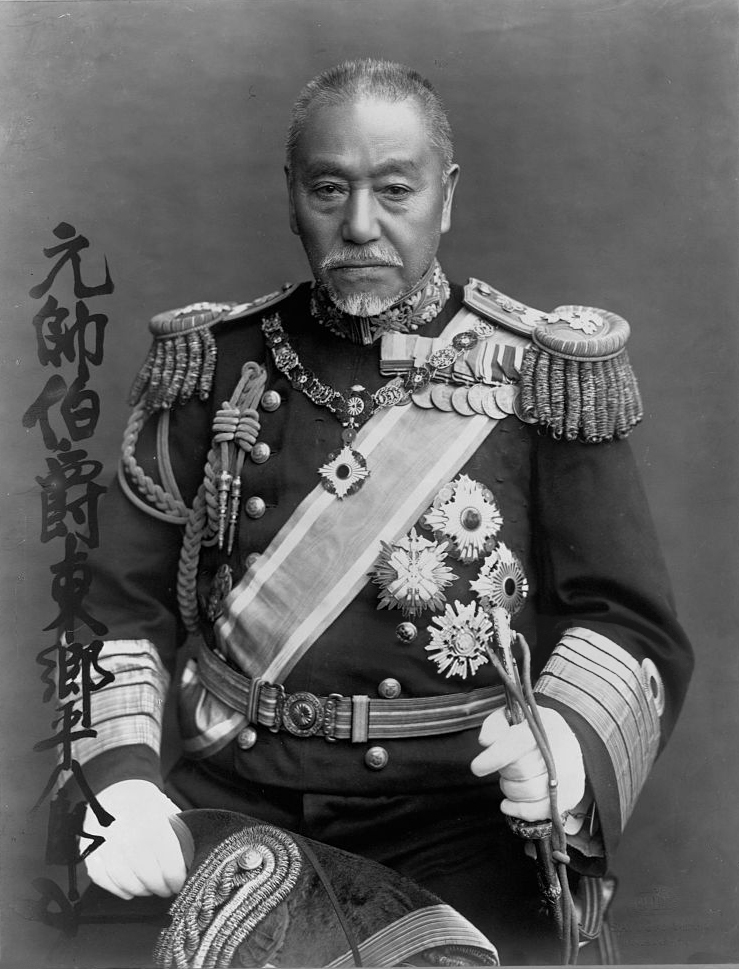
東郷平八郎

陸海軍の統帥（憲法第11条）は国務大臣の輔弼の外に置かれ、統帥部が担当した（統帥権の独立）。統帥部は陸軍の参謀本部と海軍の軍令部が並立し、戦時に両者は形だけ統合して大本営が置かれた。統帥部は内閣を経ないで天皇に決定を求める帷幄上奏権という特権を有した。陸軍大臣と海軍大臣は、国務大臣であるとともに統帥機関としての地位も有し、やはり帷幄上奏権を行使したほか、帷幄上奏を通じて統帥に関する勅令の決定を求め、これに副署する権限を有した。この勅令は総理大臣の副署を要しなかったが、1907年の公式令制定によって全ての勅令に総理大臣の副署が必要になると、勅令とは別に「軍令」という法形式を新設し（明治40年軍令第1号）、陸海軍大臣のみが副署する権限を保った。
この統帥権の独立によって陸海軍に対するシビリアンコントロールが機能せず、その結果軍部の独走を助長し、国内の混乱及び諸外国との軍事的衝突をいたずらに広める結果となった。

### 外地統治
内地以外の国土を総称して外地あるいは植民地（殖民地）などという。外地には朝鮮総督府、台湾総督府、樺太庁、関東庁、南洋庁といった官庁が置かれ、統治が委任された。これら外地官庁の要職は内地人で占められていた。外地官庁が定める法令は、法律に相当する規定であっても帝国議会の協賛を要しなかった。外地にも日本内地に準じた地方自治制度が導入され、朝鮮人や台湾人を含めた外地住民による地方議会議員の公選制が行われていた。

## 国際連盟常任理事国
大日本帝国は1920年1月10日に発足した国際連盟の常任理事国であり、1933年3月27日（正式には1935年3月27日）に脱退するまで大きな役割を果たしてきた。

## 軍事史

### ロシア内戦期の占領地
ロシア革命に反対して起こった内戦に日本も関与し、以下の地域を占領した。
北樺太
シベリア出兵時に発生した尼港事件を受け、1920年7月29日から1925年5月15日までの約5年間、日本のサガレン州派遣軍による保障占領下にあった。1925年（大正14年）1月20日の日ソ国交樹立に伴って撤退。
シベリア
シベリア出兵で占領し、傀儡政権樹立を画策するものの、国際的な批判を浴びて撤収。

### 第二次世界大戦での占領地

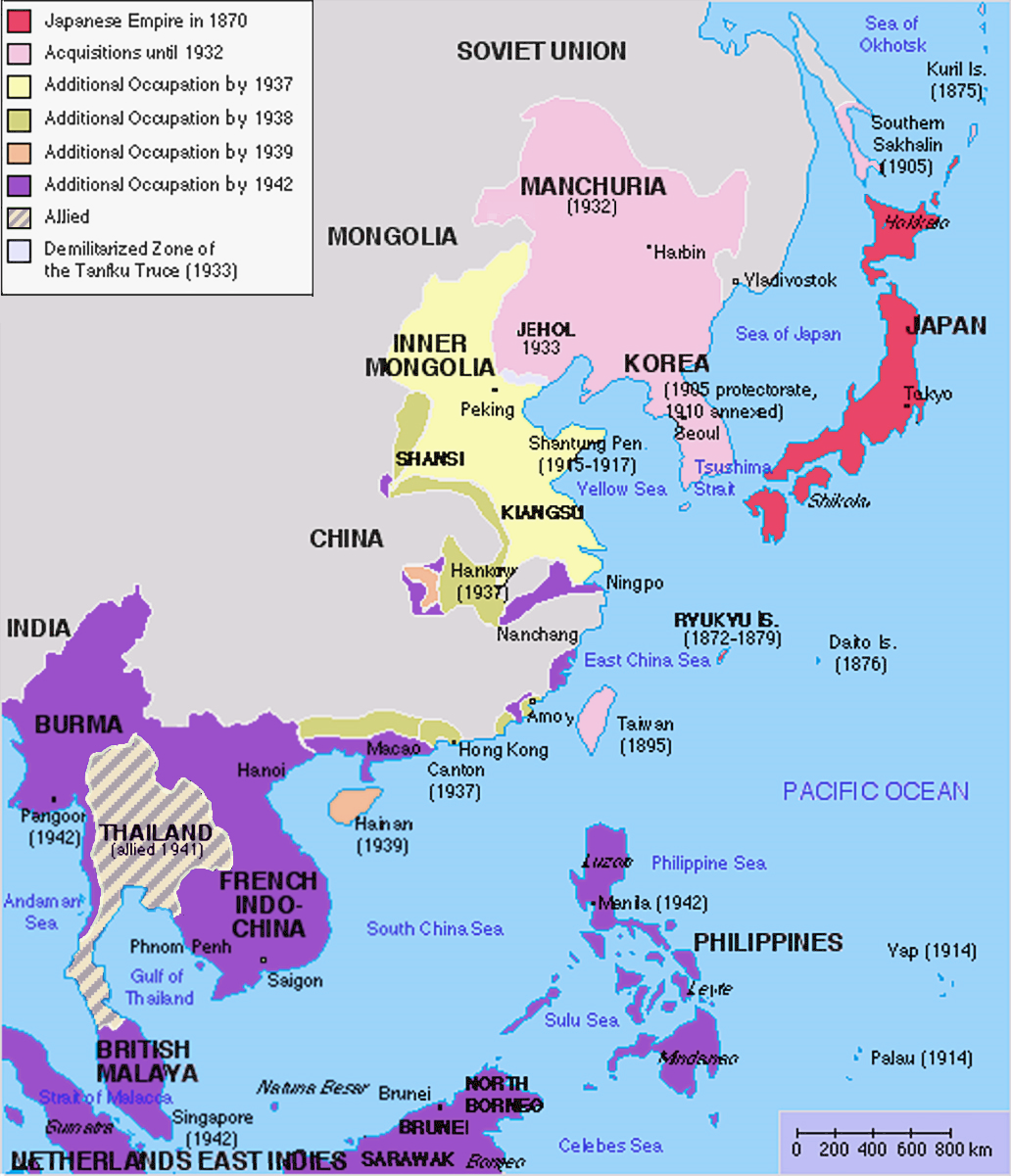
1870年から1942年までの軍事勢力版図（ロシア出兵、南洋諸島等を含まず　概観図）
勢力範囲は1938年時点で 1,984,000㎢とする研究がある。

日中戦争中の1940年にフランス領インドシナに進軍し、1941年にはイギリスやオランダ、アメリカ合衆国に対して宣戦布告（米國及英國ニ對スル宣戰ノ詔書）を行い太平洋戦争が勃発。日本は東亜新秩序をもとに大東亜共栄圏の建設を目標に掲げ、これらの国や植民地へ本格的に進出し占領地を拡大した。
- 南海諸島 (1939年-1945年)
- フランス領インドシナ（1940年 - 1945年）
- グアム島（大宮島）（1941年 - 1944年）
- ウェーク島（大鳥島）（1941年 - 1945年）
- イギリス領ギルバート諸島（1941年 - 1943年）
- イギリス領香港（1941年 - 1945年）
- イギリス保護国サラワク王国（1941年 - 1945年）
- イギリス領北ボルネオ（1941年 - 1945年）
- イギリス保護国ブルネイ（1941年 - 1945年）
- イギリス領マラヤ（1942年 - 1945年）
- イギリス領ビルマ（1942年 - 1945年）
- イギリス領インド（アンダマン・ニコバル諸島のみ）（1942年 - 1945年）
- イギリス領ソロモン諸島（1942年 - 1943年）
- オランダ領東インド（1942年 - 1945年）
- アメリカ合衆国アラスカ準州キスカ島（鳴神島）（1942年 - 1943年）
- アメリカ合衆国アラスカ準州アッツ島（熱田島）（1942年 - 1943年）
- 米領フィリピン（1942年 - 1945年）
- オーストラリア委任統治領ニューギニア（1942年 - 1945年）
- オーストラリア領パプア（1942年 - 1945年）
- イギリス・オーストラリア・ニュージーランド共同委任統治領ナウル（1942年 - 1945年）
- イギリス領バナバ島（太洋島）（1942年 - 1945年）
- イギリス領クリスマス島（1942年 - 1943年）
- ポルトガル領ティモール（1942年 - 1945年）

#### 占領地での政権樹立
満洲事変や日中戦争で進出した中国大陸や、大東亜戦争で米英仏蘭の植民地だった地域を次々占領すると、次々と独立政権を樹立した。しかし連合国の反撃や日本の敗戦により、独立宣言は無効とされた国が多い。
中国大陸
- 満洲国（1932年3月1日 - 1945年8月18日）
- 蒙古聯合自治政府（1939年9月1日 - 1945年8月9日）
- 中華民国（1940年 - 1945年）

1940年より前に消滅した親日政府
- 冀東防共自治政府 （1935年 - 1938年）
- 中華民国臨時政府 （1937年 - 1940年）
- 中華民国維新政府 （1938年 - 1940年）
- 上海市大道政府 （1937年 - 1938年）
- 察東特別自治区 （1933年 - 1936年）
- 察南自治政府 （1937年 - 1939年）
- 晋北自治政府 （1937年10月15日 - 1939年9月1日）

フランス領インドシナ
- ベトナム帝国（1945年3月11日 - 1945年8月30日）
- カンプチア王国（1945年3月12日 - 1945年8月）
- ラオス王国（1945年4月8日 - 1945年8月）

アメリカ自治領フィリピン
- フィリピン第二共和国（1943年10月14日 - 1945年9月3日）

イギリス領ビルマ
- ビルマ国（1943年8月1日 - 1945年3月27日）

イギリス領インド
- 自由インド仮政府（1943年10月21日 - 1945年）

## その他
- 台湾の領有により、大日本帝国最高峰は富士山から新高山へと変わった。
- 第二次世界大戦中、軍部の使用に便を図るため、東京のタクシー会社は4社に統合させられた。構成4社（ 大和自動車交通、日本交通、帝都自動車交通、国際自動車）の社名は「大日本帝国」を分割したものに由来するといわれている[45]。これらは東京四社営業委員会[46]を設立し、戦後も業界大手として、タクシーチケット、タクシークーポンの共通化など、連携した営業行動をとる。現在でも、同委員会に属する4社を「大日本帝国」と通称することがある。
- チリ政府は1937年に軍艦建造の財源捻出のため、イースター島とサラ・イ・ゴメス島の売却を検討し日本に打診した。日本は主に漁業基地としての有用性を認めたが、在チリ国公使三宅哲一郎がアルトゥーロ・アレッサンドリ・パルマ（スペイン語版）大統領と面会したところ、アメリカ合衆国及びイギリスにも売却が打診されているとの説明がなされたため、暫く静観するのが得策であるとの意見が出されていた[47][48]。